# Þórbergur Þórðarson
Þórbergur Þórðarson (Thórbergur Thórdarson) (12. března 1888 – 12. listopadu 1974 Reykjavík) byl islandský spisovatel, který se označoval za ironistu[zdroj⁠?!], satirika, nestálého kritika a průkopníka v experimentálním auto-fictionu. Je řazen mezi nejoblíbenější islandské autory 20. století. Po většinu svého mládí a rané dospělosti žil v chudobě, tudíž se nemohl dovolit středoškolské či vysokoškolské vzdělání.

## Odsouzení za urážku nacistů
V lednu 1934 napsal sérii esejí pro socialistický deník Alþýðublaðið nazvaný "Kvalaþorsti nazista" (Sadistická chuť nacistů). Islandský státní zástupce podal proti němu obvinění za údajně urážející klauzule v článku, z nichž označil Adolfa Hitlera za sadistu. Nejvyšší soud Islandu souhlasil s prokurátorem a uznal ho vinným z urážky cizího národa a následně ho odsoudil k zaplacení pokuty 200 islandských korun.

## Překlady do angličtiny
Jen málo jeho děl bylo přeloženo do angličtiny. Přeloženy byly především fragmenty z větších děl. Části z díla Íslenzkur aðall (1938) vyšly v roce 1967 jako In Search of My Beloved . Profesor Julian Meldon D'arcy v posledních letech překládal fragment z díla Bréf til Láru (1924) jako povídku s názvem When I got pregnant. První úplná kniha, která vyšla v anglickém překladu, byl román The Stones Speak (2012).

## Muzeum
Dne 30. června 2006 bylo slavnostně otevřeno Þórbergssetur, muzeum a kulturní centrum v Hali, věnované práci Thórbergura Thórdarsona.